# Faculdade de Engenharia de Sorocaba
O Centro Universitário Facens , antiga Faculdade de Engenharia de Sorocaba, é a primeira instituição de ensino superior nesta área fundada em Sorocaba. Mantida pela Associação Cultural de Renovação Tecnológica Sorocabana (ACRTS) é considerada uma entidade de Utilidade Pública Federal sem finalidade de lucros e certificada como filantrópica pelo Ministério da Educação. Com isso, concede inúmeras bolsas de estudos aos seus alunos que apresentam carência socioeconômica comprovada e investe todo o seu resultado em prol da Faculdade, o que possibilita à FACENS ser um centro educacional em constante evolução.
A FACENS conta com um destacado corpo docente, a nível acadêmico e profissional, bem como com uma infraestrutura de qualidade suportada por laboratórios muito bem equipados e tecnologicamente atualizados. Esses fatores são decisivos para o reconhecimento ao trabalho pedagógico que a Faculdade desenvolve e, principalmente, à qualidade dos profissionais aqui formados.

## Cursos de Graduação
- Arquitetura e Urbanismo
- Engenharia Agronômica
- Engenharia Civil
- Engenharia de Alimentos
- Engenharia de Computação
- Engenharia de Produção
- Engenharia Elétrica
- Engenharia Mecânica
- Engenharia Mecatrônica
- Engenharia Química
- Tecnologia e Análise e Desenvolvimento de Sistemas
- Tecnologia em Gestão de T.I.
- Tecnologia em Banco de Dados
- Tecnologia em Jogos Digitais

## Centros de Inovação
A Facens trabalha com um conceito de ensino inteligente, que tem como principal metodologia o aprendizado "hands-on" (mão na massa, em inglês), e para trabalhar essa metologia, a Facens possui laboratórios chamados "Centros de Inovação", que oferecem ao aluno a oportunidade de desenvolver projetos reais, dentro e fora da sala de aula, desenvolvendo conceitos como empreendedorismo, prototipagem, responsabilidade social, design thinking, user experience e vários outros.
- Smart Campus
- FabLab
- LIGA (Laboratório de Inovação de Games e Apps)
- LINCE (Laboratório de Inovação e Competições Estudantis)
- FACE (Facens Centro de Empreendedorismo)
- LIS (Laboratório de Inovação Social)

## LINCE
O LINCE (Laboratório de Inovação e Competições Estudantis) é o centro de inovação dedicado a competições, onde os alunos de graduação e pós-graduação desenvolvem projetos que ganham vida e trazem experiência de uma empresa com o intuito de proporcionar o aprendizado prático técnico e gerencial. Os seguintes projetos são parte do LINCE:
- B'Energy Racing (Fórmula SAE Elétrico)
- MAIA (Mobilidade Aplicada e Inteligência Artificial)
- V8 Racing (Fórmula SAE Combustão)
- Baja Mud Racing (Baja SAE)
- Falcons Aero (SAE Aerodesign)
- Omegabotz (Robótica)
- StrongerTech (Tecnologia em Concretos)
- Facens Rockets (Foguetes)
- Facens³ (Nano-Satélites)

## Departamento de Relações Internacionais
O Departamento de Relações Internacionais é o setor responsável por tratar da internacionalização e multiculturalização da FACENS, desenvolvendo programas de parcerias com instituições ao redor do mundo, buscando oferecer as melhor oportunidades de formação e globalização para nossos alunos.
As responsabilidades do DRI são:
- Formação de parcerias internacionais;
- Desenvolvimento de programas de intercâmbio educacional, professores e funcionários;
- Desenvolvimento de programas de Pesquisa & Desenvolvimento com cooperação Internacional;
- Desenvolvimento do programa Facens sem Fronteiras;
- Atividades em conjunto com Instituições de Ensino Superior Estrangeiras;
- Intercâmbio para estágio internacional;
- Assessoria para alunos Ciências sem Fronteiras;
- Representatividade da Facens para assuntos internacionais.

## FacensTech
A FacensTech atua como uma facilitadora do processo de inovação tecnológica das empresas e das indústrias locais.
- IPEAS: Instituto de Pesquisa e Estudos Avançado Sorocabano
- LEMAT: Laboratório de Ensaio de Materiais